# Абдул Калам
Авул Пакир Джайнулабдин Абдул Калам (англ. Avul Pakir Jainulabdeen Abdul Kalam Maraikkayar, там. அவுல் பகிர் ஜைனுலாப்தீன் அப்துல் கலாம், более известен как А. П. Дж. Абдул Калам; 15 октября 1931 — 27 июля 2015) — индийский учёный и государственный деятель, президент Индии (2002—2007).

## Биография
Тамил по национальности, мусульманин по вероисповеданию. Родился 15 октября 1931 года в городке Рамешварам на юге штата Тамилнад в семье бедного рыбака. Абдул Калам с детства отличался не только завидным упорством в получении знаний в школе, но и огромными трудолюбием и ответственностью, помогая своей семье продажей газет в свободное от школы время.
В 1950 году он поступил в колледж Сент-Джозеф в городе Тируччираппалли, а в 1954 году — в Мадрасский технологический институт (Ченнаи), где получил диплом авиаинженера. С 1958 года работал в Организации оборонных исследований, в 1963 году перешёл в Индийскую организацию космических исследований.
Абдул Калам внёс значительный вклад в развитие спутниковой и ракетной программ Индии и известен в народе как «Ракетный человек Индии». В частности, руководил проектом по разработке первой индийской ракеты-носителя SLV-3 для вывода на околоземную орбиту спутников серии «Рохини». 18 июля 1980 года под его руководством этой ракетой Индия впервые самостоятельно запустила спутник «Рохини-1» (ранее советскими ракетами были запущены индийские спутники «Ариабхата» и «Бхаскара I»). Он играл ключевую организационную, техническую и политическую роль в ядерных испытаниях Покхран-II в 1998 году, впервые после первого ядерного испытания Индии в 1974 году.
С 1992 по 1999 год Абдул Калам был советником по науке министра обороны и руководителем Департамента оборонных исследований. Он — автор знаменитого «Технологического плана-2002» по превращению Индии из развивающейся страны в развитую. Перед президентством занимал пост главного советника правительства Индии в ранге министра, ответственного за научно-техническое развитие в стратегической, экономической и социальной областях.
Абдул Калам в 2002 году избран президентом Индии, победив Лакшми Сахгал, и был поддержан ведущими индийскими партиями Индийский национальный конгресс и Бхаратия джаната.
Являлся приглашённым профессором Индийского института менеджмента в Ахмадабаде, Индийском институте менеджмента в Индоре, канцлер Индийского института космических наук и технологий, профессор аэрокосмической инженерии в Университете Анны (Ченнаи), а также приглашённый преподаватель во многих других научно-исследовательских институтах Индии.
Один из инициаторов создания совместного российско-индийского предприятия «БраМос» по производству крылатых ракет.
Известен стратегическим видением развития Индии и её места в мире. В своей книге «Индия-2020» предлагает программу превращения страны в технологическую сверхдержаву.
Абдул Калам скончался в возрасте 83 лет 27 июля 2015 года в городе Шиллонг на востоке Индии. Его состояние ухудшилось во время лекции в местном университете, откуда он был доставлен в больницу, но врачи не смогли спасти его. Предположительно, причиной смерти стал сердечный приступ.
30 июля 2015 года был похоронен в своём родном городе Рамешварам со всеми полагающимися почестями. Более 350 тысяч людей проводили его в последний путь, в числе них были премьер-министр, губернатор Тамилнада, главные министры штатов Карнатака, Керала и Андхра-Прадеш.